# Witold Millo
Witold Millo (ur. 12 września 1929 w Lipnie, zm. 19 lutego 2019) – polski architekt i urbanista.

## Życiorys
Był absolwentem Wydziału Architektury Politechniki Gdańskiej z 1954 oraz Podyplomowego Studium Planowania Przestrzennego na Uniwersytecie Łódzkim z 1971. Należał do Stowarzyszenia Architektów Polskich Oddział Łódź. Pracował jako projektant w biurze Miastoprojekt Łódź oraz w pracowni przy Prezydium Rady Narodowej w Łodzi. Był między innymi autorem projektów Teatru im. Stefana Jaracza w Łodzi, Biblioteki Głównej Uniwersytetu Medycznego w Łodzi oraz kościoła Św. Maksymiliana Marii Kolbego. Odpowiadał także za przebudowę rejonu łódzkiego Placu Wolności. W 1974 zdobył I nagrodę w konkursie na projekt gmachu filharmonii w Łodzi.
Zmarł 19 lutego 2019 i został pochowany 28 lutego na cmentarzu katolickim w Rudzie Pabianickiej.